# 小林淳一 (編集者)
小林 淳一（こばやし じゅんいち、1965年6月5日 - ）は、日本の雑誌編集者である。元『Invitation』『東京カレンダー』編集長。『女優美学』編集長。

## 来歴・人物
1989年に立教大学経済学部を卒業、ぴあに入社、『TVぴあ』編集部に配属される。同誌では、1994年度より「TVぴあドラマ大賞」を創設、北川昌弘、木村立哉らを審査委員に起用し、特集を充実させ、一時代を築いた。2000年『ケイゾク／雑誌』（TVぴあ臨時増刊）を編集。
2000年に『Weeklyぴあ』へ異動、副編集長に就任。『Invitation』編集部の準備室へ異動。2003年3月号の「創刊0号」を編集、副編集長を経て、2005年に『Invitation』編集長に就任した（編集長第1号：12月10日発売＝2006年1月号「日本映画は、バブルなのか?」／メディア出演：TOKYO FM『Evening File』、紀伊國屋書店新宿南店『編集長の本棚』、青山ブックセンター六本木店『真夏の夜の本50』、『ほぼ日刊イトイ新聞』、編集会議.com『編集・ライター養成講座』、日本テレビ『NEWS ZERO』ほか）。2006年度より「Invitation AWARD」を創設するほか、データ重視で未来を予測する映画特集で知られ、食文化、芸能、現代思想にも強い。
2006年11月28日に授賞式が行われた第1回「GATSBY 学生CM大賞」の審査員、2007年1月31日に授賞式が行われた「デジタル・コンテンツ・オブ・ジ・イヤー'06 / 第12回AMDAward」の審査委員をつとめた。また同年3月11日、Picture Yourself Sound Schoolのヴァラエティライヴショウ『Picture Yourself Sound School #6 Superstar Carnival 俺たちがテレビだ!』（池袋小劇場）に出演した。2008年10月23日、TOHOシネマズ六本木ヒルズで行われた、第21回東京国際映画祭映画人の視点Director's Angle『黒沢清の世界』にてモデレーターを務め、黒沢清監督と２時間にわたり対談した（企画・運営：江崎毅）。
2009年3月号で『Invitation』休刊後、アクセス・パブリッシングにて、『東京カレンダー』編集長（2010年7月号～2011年8月号）を務める。
2010年は『SPEC magazine』、2011年は東京カレンダーMOOKSとして『女優美学』『女優美学２』、2013年は『ラジオマン 1974～2013僕のラジオデイズ 吉田照美』（ぴあ）を編集。
2013年より『AJ[エー・ジェー]』（ぴあ）のクリエイティブ・ディレクター（後に、編集ディレクター名義）を務める。
2014年は『女優美学III』『ハン・ヒョジュ 1st フォトブック ひざしのほうへ』、2015年は『女優美学IV』の編集長を務める。
2016年は『日本で活躍するアジア最終少女』『アジアで活躍する日本美男子』『ハン・ヒョジュのすべて』『BOYMEN MAGAZINE Vol.1』の編集長を務める。

## 出版
- 『ケイゾク/雑誌』（上杉純也・相田冬二・木村立哉ほか共著、ぴあ、2000/4/ ISBN 4276238188）[17] - 編集
- 『世にも奇妙な本 世にも奇妙な物語1990 - 2000』（ぴあ、2000/10/25 ISBN 4835600061） - 編集
- 雑誌『Invitation』（ぴあ、2006年1月号～2009年3月号） - 編集長
2006年1月号「日本映画はバブルなのか？[18]」
2006年2月号「THE 有頂天ホテルへようこそ！[19]」
2006年3月号「女優ほど素敵なショーバイはない！[20]」
2006年4月号「国境を越え、ジャンルを超えた男たち BORDERLESS[21]」
2006年5月号「マンガという仕事[22]」
2006年6月号「2007年までの日本映画169本すべて魅せます！[23]」
2006年7月号「U-21ジャパン 女子最強選抜88人[24]」
2006年8月号「スタジオジブリと「ゲド戦記」の熱い夏[25]」
2006年9月号「めざましテレビの大研究[26]」
2006年10月号「ENTERTAINMENT×FASHION[27]」
2006年11月号「いま、ニッポン中が熱く盛りあがれるカルチャーはスポーツだけだ。[28]」
2006年12月号「男たちが語る木村拓哉・論。[29]」
2007年1月号「大人になってもコミック＆アニメ三昧[30]」
2007年2月号「発表！Invitation AWARDS 2006[31]」
2007年3月号「ココロもカラダも露にした女優たち[32]」
2007年4月号「セレブたちが演じたある一日のファッション物語[33]」
2007年5月号「いい本、読みませんか？[34]」
2007年6月号「ニュースのある生活は激しく、楽しい！[35]」
2007年7月号「大ニッポンの広告 そのデザインと企画の力[36]」
2007年8,9月合併号「バブル真っ只中!?数字が見える日本映画[37]」
2007年10月号「できるビジネスマンのお手本は、最強アスリートのライフスタイルにあった！[38]」
2007年11月号「ミシュラン日本初上陸[39]」
2007年12月号「フィロソフィーで選ぶデザイン家電[40]」
2008年1月号「物語で買う男の小物[41]」
2008年2月号「東京vsTOKYO[42]」
2008年3月号「広告写真の現在 2007-2008[43]」
2008年4月号「ワインが変わった！[44]」
2008年5月号「2008年春夏 ファッション大特集[45]」
2008年6月号「オーダーメイドな生活[46]」
2008年7月号「PARIS,SEXY！[47]」
2008年8月号「美しい男 美しい女 美しい映画[48]」
2008年9月号「水の京都[49]」
2008年10月号「優しいデザイン 乗り物の未来[50]」
2008年11月号「スタイリスト北村道子[51]」
2008年12月号「酒って実は旨いんです[52]」
2009年1月号「ニューヨークに生きる[53]」
2009年2月号「極上の本 極上のコーヒー[54]
2009年3月号「世界に誇るニッポンのバー[55]」）
- 雑誌『東京カレンダー』（ACCESS、2010年7月号～2011年8月号） - 編集長
2010年7月号「遊ぶTOKYO[56]」
2010年8月号「あの人が“このお店”に通う理由[57]」
2010年9月号「そこにある、極上。“日常”の和食[58]」
2010年10月号「食す、学ぶ、磨く。愉しい銀座[59]」
2010年11月号「行くと、幸せになれる。小さなお店[60]」
2010年12月号「“女子力”から“下町”まで 流行るお店の18カ条[61]」
2011年1月号「東京未来予想図[62]」
2011年2月号「レストランdeお取り寄せ[63]」
2011年3月号「絶景美食温泉2011[64]」
2011年4月号「「鮨」に夢中[65]」
2011年5月号「美しくなるレストラン[66]」
2011年6月号「東京新発見＆お散歩レストラン 歩いていこう[67]」
2011年7月号「たのしいPASTA&PIZZA[68]」
2011年8月号「宣言します！予約が取れなくなるレストラン[69]」
- 『SPEC magazine』（ACCESS、2010/12/4 ISBN 4901976869） - 編集
- 『女優美学 堀北真希 松下奈緒 前田敦子 伊藤歩 加藤あい 戸田恵梨香 宮崎あおい』（撮影：笹口悦民、鶴田直樹、丸谷嘉長ほか）東京カレンダーMOOKS（ACCESS、2011/1/28 ISBN 4901976893）- 編集長
- 『女優美学II 宮崎あおい 前田敦子 皆藤愛子 長澤まさみ』（撮影：笹口悦民、鶴田直樹、丸谷嘉長ほか）東京カレンダーMOOKS（ACCESS、2011/7/7 ISBN 4901976974）- 編集長
- 『ラジオマン1974－2013 僕のラジオデイズ 吉田照美』（ぴあ、2013/11/ ISBN 4835618645）[70] - 編集
- 『女優美学III 有村架純 木村文乃 小松菜奈 山本美月 ハン・ヒョジュ 広末涼子 加藤あい』東京カレンダーMOOKS（東京カレンダー、2014/1/4 ISBN 4906931480）- 編集長
- 『ハン・ヒョジュ 1st フォトブック ひざしのほうへ』（撮影：丸谷嘉長）ぴあMOOK（ぴあ、2014/3/14 ISBN 4835618831）[71] - 編集長
- 『女優美学IV 木村文乃 真野恵里菜 橋本愛 島崎遥香 シャーロット・ケイト・フォックス 知英 山崎紘菜 ハン・ヒョジュ 蓮佛美沙子 小橋めぐみ 松風理咲 橋本真実』（撮影：笹口悦民、丸谷嘉長、鶴田直樹ほか）東京カレンダーMOOKS（東京カレンダー、2015/11/19 ISBN 4906931812）[72] - 編集長
- 『日本で活躍するアジア最終少女 produced by AJ』ぴあMOOK（ぴあ、2016/3/28 ISBN 4835629698）[73] - 編集長
- 『アジアで活躍する日本美男子 produced by AJ』ぴあMOOK（ぴあ、2016/3/28 ISBN 4835629795）[74] - 編集長
- 『ハン・ヒョジュのすべて produced by AJ』（撮影：丸谷嘉長）ぴあMOOK（ぴあ、2016/3/31 ISBN 4835629728）[75] - 編集長
- 『BOYMEN MAGAZINE Vol.1 ボイメン・マガジン』（Sweet Thick Omelet、2016/5/25 ISBN 4907061188）[76] - 編集長
- 『BOYMEN MAGAZINE Vol.2 ボイメン・マガジン』（Sweet Thick Omelet、2017/1/7 ISBN 4907061269）[77] - 編集長
- 『夢は叶えるもの！ボイメンを創った男 谷口誠治』（構成：生嶋マキ）（Sweet Thick Omelet、2017/1/7 ISBN 4907061250）[78] - 編集